# Strokestown Park
Strokestown Park est une demeure palladienne située à Strokestown dans le Comté de Roscommon en Irlande. Le château est le centre d'un domaine de 120 hectares.
Strokestown Park est ouvert au public toute l'année. Il abrite le Musée national de la Grande famine.

## Histoire
La demeure palladienne est construite à l'emplacement d'un château détruit en 1552 par Mac Diarmada. Sa construction débute dans la deuxième moitié du XVIIe siècle lorsque le terrain devient la procession de la famille Mahon, une famille d’aventuriers anglais venus avec Oliver Cromwell.
L'architecture actuelle de la demeure date de la restructuration opérée au début du XVIIe siècle sur la demande de Thomas Mahon et sous la probable direction de l'architecte Richard Castle. 

## Sources
- (en) Damian Murphy, « Strokestown Park, County Roscommon », History Ireland, vol. 24, no 4,‎ juillet/août 2016, p. 21 (ISSN 0791-8224)